# Alfoz de Lloredo
Alfoz de Lloredo est une commune espagnole située dans la communauté autonome de Cantabrie.

## Administration
| Période                                  | Période | Identité                  | Étiquette | Qualité |
| ---------------------------------------- | ------- | ------------------------- | --------- | ------- |
| 2007                                     | N/A     | Enrique Bretones Palencia | PP        | Maire   |
| Les données manquantes sont à compléter. |         |                           |           |         |